# Чадир-Лунга (стадіон)
Стадіон «Чадир-Лунга» (рум. Stadionul Ceadîr-Lunga) — футбольний стадіон в місті Чадир-Лунга, Молдова, домашня арена ФК «Саксан».
Стадіон побудований та відкритий 2010 року. Потужність становить 2 000 глядачів.